# 阿塔金·亚尔琴卡亚
阿塔金·亚尔琴卡亚（土耳其語：Atagün Yalçınkaya，1986年12月14日—），土耳其男子拳击运动员。他曾代表土耳其参加2004年夏季奥林匹克运动会拳击比赛，获得男子48公斤级银牌。